# Leonie Krippendorff
Leonie Krippendorff est une réalisatrice et scénariste allemande.

## Biographie
En 2016, elle écrit et réalise son premier long métrage, Looping.

## Filmographie
| année | titre          | scénariste | réalisatrice | notes                  |
| ----- | -------------- | ---------- | ------------ | ---------------------- |
| 2012  | Streuner       | Oui        |              | court métrage          |
| 2013  | Teer           | Oui        | Oui          | court métrage télévisé |
| 2016  | Looping        | Oui        | Oui          | long métrage           |
| 2016  | Fucking Berlin | Oui        |              | long métrage           |
| 2020  | Cocon          | Oui        | Oui          | long métrage           |